# Mark Williams (skådespelare)
Mark Williams, född 22 augusti 1959 i Bromsgrove i Worcestershire, är en brittisk skådespelare. Han spelar Arthur Weasley i Harry Potter-filmerna.

## Filmografi i urval
- 1988 – Red Dwarf (TV-serie)
- 1996 - 101 Dalmatiner
- 1998 – Shakespeare in Love
- 2002 – Harry Potter och Hemligheternas kammare
- 2004 – Harry Potter och fången från Azkaban
- 2004–2005 – Carrie & Barry (TV-serie)
- 2005 – Tristram Shandy
- 2005 – Harry Potter och den flammande bägaren
- 2007 – Harry Potter och Fenixorden
- 2008 – Förnuft och känsla
- 2009 – Harry Potter och Halvblodsprinsen
- 2010 – Harry Potter och dödsrelikerna – Del 1
- 2011 – Harry Potter och dödsrelikerna – Del 2
- 2010 - Merlin
- 2011 - Albert Nobbs
- 2012 - Doctor Who
- 2012 – Being Human (TV-serie)
- 2013 – Blandings (TV-serie) (6 avsnitt)
- 2013 – Fader Brown (TV-serie)